# Норишка
Норишка (Каришка, Аксиньин ручей) — река в Москве, правый приток реки Лихоборки.

## Русло
Длина — около 3 км, почти вся протекает в коллекторе. Начиналась из сети болот (в районе нынешнего кинотеатра «Нева»), проходила вдоль домов 18 по Беломорской улице и школы 167, пересекала нынешнюю Фестивальную улицу в районе дома 39, текла мимо бывшего села Аксиньино, затем мимо нынешнего Дворца спорта «Динамо» и под безымянным проездом между Флотской улицей и Кронштадтским бульваром. При заключении в коллектор участок между Беломорской и Фестивальной улицами проложили под существующим сквером.
От верховьев реки до начала XXI века долгое время сохранялся лишь пруд около церкви иконы Божией матери «Знамение» на Фестивальной улице.
Поскольку русло Норишки было спрямлено для переброски волжской воды из Химкинского водохранилища через Головинские пруды и Головинский канал, ныне иногда считается, что Норишка впадает в Головинский канал.
На сайте «Малые реки Москвы» утверждается, что Норишка выходит из коллектора на Кронштадтском бульваре поблизости от дома № 30 корпус 4 и почти сразу сливается с Головинским ручьём; по другому источнику, это обгонный коллектор плотины Головинских прудов, который начинается между МИИГА и Головинским кладбищем, настоящего ручья на месте которого никогда не было.
Сухое русло р. Норишка находится незначительно ниже (примерно в 50 метрах) по течению Головинского ручья. Если заглянуть в оголовок коллектора, можно заметить, что внутри русло перекрыто бетонной забутовкой, а вся вода устремляется вправо, вдоль Кронштадтского бульвара в сторону Лихоборской набережной, где, под землей соединившись с р. Лихоборкой, окончательно впадает в Головинский ручей. Устье устроено таким образом с 1970-х годов, с целью разбавления очень грязной воды подземной р. Норишки.
Подземное русло реки представляет собой круглые и квадратные коллекторы большого диаметра и неоднократно посещалось диггерами.

## Происхождение названия
Существует несколько теорий происхождения названия. Споры связаны с отсутствием схожих названий в гидронимии бассейна Оки.
- от диалектного «нор» — омут, яма под водой (Е. М. Поспелов)
- не исключена связь с русским «нора»
- возможно также искажение другого названия (Каришка) или иноязычное происхождение.